# Acanthophora spicifera
Acanthophora spicifera là một loài tảo đỏ sinh sống ở biển thuộc họ Rhodomelaceae. Khu vực phân bố của chúng là Guam, Houtman Abrolhos và Hawaii.

## Sinh thái học
Acanthophora spicifera không những không phải là loài bản địa của Hawaii mà còn cạnh tranh nơi ở của nhiều loài bản địa khác khi chúng phát triển mạnh. Nguyên nhân là do sự sinh sản của chúng có ở cả 2 giới tính, là loài có thể sống biểu sinh và khả năng thích nghi trong một phạm vi rộng trong nhiều điều kiện. Khi quần thể của nó bị đe dọa đến mức chỉ còn một lượng nhỏ, thì chúng sẽ phát triển lại với số lượng như ban đầu.
Số lượng của chúng dựa vào 2 yếu tố, dinh dưỡng trong nước và thiên địch (các loài ăn thực vật). Như ở ao cá Kaloko, chúng phát triển nhanh chóng do đáp ứng đủ hai điều kiện trên. Đối với các thiên địch của chúng, nó là một loại thức ăn ngon và luôn được chúng ưu tiên.

## Nỗ lực kiểm soát
Chúng rất khó để diệt trừ nhưng có thể bị kiểm soát không cho chúng lan rộng. Tại ao cá Kaloko của Hawaii, loài tảo phát triển mạnh. Nhưng số lượng của chúng có thể bị kiểm soát bằng những loài cá ăn thực vật. Tuy nhiên, tại đó có nhiều loài ăn thịt và địa hình của nó thì chưa rõ ràng nên việc tăng lượng các loài cá ăn thực vật thì khó khăn.